# Boog van Diocletianus
De Boog van Diocletianus (Latijn:Arcus Diocletiani), beter bekend als de Arcus Novus (nieuwe boog), was een triomfboog in het oude Rome.
De boog werd in 303-304 gebouwd in opdracht van Diocletianus, ter ere van het 10-jarig regeringsjubileum (decennalia) van de door hem bedachte tetrarchie. De marmeren boog stond over de Via Lata, ter hoogte van de kerk Santa Maria in Via Lata. De ereboog bleef lang bewaard; pas rond 1490 liet paus Innocentius VIII hem afbreken. De laatste restanten werden in 1523 verwijderd. Van de boog zijn enkele reliëfs bewaard gebleven, die tegenwoordig worden tentoongesteld in de Villa Medici. Twee met gevleugelde Victoria's versierde voeten van zuilen, die in de Boboli-tuinen in Florence staan, zijn zeer waarschijnlijk ook afkomstig van de Arcus Novus.

## Referentie
- L. Richardson, jr, A New Topographical Dictionary of Ancient Rome, Baltimore - London 1992, pp.27. ISBN 0801843006